# 螳䗛
螳䗛（gladiators）是螳䗛目（學名：Mantophasmatodea）下的肉食性昆蟲。螳䗛目下只有一個螳䗛科。它們是南非西部及納米比亞的特有種，但從始新世的化石紀錄可見，它們原有更廣的分佈。
螳䗛沒有翅膀。它們的外觀像螳螂及竹節蟲（䗛）的混合體，所以舊稱「螳螂竹节虫」。從分子分析證據顯示與牠們親緣關係最近的昆蟲類群是蛩蠊。它們最初是根據在納米比亞及坦桑尼亞發現的標本描述的。

## 分類
以下是螳䗛的分類：
- 基群及地位未定
  - †掠螳䗛属 Raptophasma
  - †Adicophasma
  - †剑螳䗛属 Ensiferophasma
  - †侏罗螳䗛属 Juramantophasma
- 坦螳䗛亞科（Tanzaniophasmatinae）
  - 坦螳䗛屬（Tanzaniophasma）
- 螳䗛亞科（Mantophasmatinae）
  - Tyrannophasmatini
    - Praedatophasma
    - Tyrannophasma

  - 螳䗛族（Mantophasmatini）
    - Chrisphasmanae
    - 螳䗛屬（Mantophasma）
    - 骨螳䗛屬（Sclerophasma）

  - 南螳䗛族（Austrophasmatini）
    - 南螳䗛屬（Austrophasma）
    - 半螳䗛屬（Hemilobophasma）
    - 旱螳䗛屬（Karoophasma）
    - Lobatophasma

## 外部連結
- 國家地理頻道 （页面存档备份，存于）